# Аспарагиназа
L-аспарагина́за (КФ 3.5.1.1), L-Аспарагин амидогидролаза — фермент класса гидролаз, катализирующий гидролиз преимущественно L-аспарагина. Применяется как противоопухолевое цитостатическое средство в терапии некоторых лейкозов, а также при приготовлении пищи.
Производится, используя микроорганизмы Escherichia coli или Erwinia chrysanthemi.

## Строение
Аспарагиназа является гомотетрамером с четырьмя активными центрами с молекулярной массой по различным данным от 140 до 150 кДа. Каждый мономер состоит примерно из 330 аминокислотных остатков, образующих 14 β-складок и 8 α-спиралей, которые формируют два легкоразличимых домена: N-концевой большего размера и C-концевой.
Активный центр образуется между мономерами. Несмотря на то, что все необходимое для катализа уже есть у димера, активной для большинства бактериальных аспаргиназ является лишь тетрамерная форма.

## Механизм действия
Многочисленные работы, проведенные с целью прояснения механизма действия L-аспарагиназы, показали двухэтапный пинг-понг механизм, такой же как и у сериновой протеазы с единственным исключением, что в качестве нуклеофила у L-аспарагиназы выступает не серин (Ser), а треонин (Thr), расположенный в области подвижной петли активного центра. По положению подвижной петли различают две основные конформации: закрытую и открытую. Связывание субстрата с активным центром инициирует переход подвижной петли в закрытую конформацию, тем самым сближая катализирующий нуклеофил с субстратом.
Расщепление аспарагина под действием аспарагиназы приводит к уменьшению его концентрации во внеклеточном пространстве. В нормальных клетках для восстановления уровня аспарагина запускается работа аспарагинсинтетазы; в лейкозных клетках экспрессия аспарагинсинтетазы снижена. Таким образом, аспарагиназа за счет расщепления аспарагина способна блокировать белковый синтез, тем самым вызывая апоптоз клеток опухоли.